# Буенос Айрес
 Тази статия е за града.  За провинцията вижте Буенос Айрес (провинция).  
Буенос Айрес (на испански: Buenos Aires, в превод: „добър въздух“ или „попътни ветрове“) е столицата и най-големият град на Аржентина.
Той е важен културен, административен, икономически и туристически център. Поправката към конституцията от 1994 г. дава на града статут на автономен град (наравно с провинциите в страната). Пълното име на града Ciudad de la Santísima Trinidad y Puerto de Nuestra Señora de Santa María de los Buenos Aires в буквален превод от испански означава Град на Св. Троица и пристанище на Св. Богородица Дева Мария Буенос Айрес. Неговите основатели го кръщават на светицата Santa María del Buen Ayre (букв. „Света Мария на добрия въздух“), която е почитана в базиликата „Дева Мария от Бонария“ в Сардиния.

## География
Разположен е на западния бряг на най-големия залив-естуар Рио де ла Плата, който е продължение на устието на втората по дължина река в Южна Америка – Парана при нейното вливане в Атлантическия океан.
Населението на града (с площ 200 km²) е 3 120 612 жители от преброяването през 2022 г., а на едноименната провинция Буенос Айрес (с площ 307,6 хил. km²) е около 15,6 млн. души. Жителите на столицата са главно аржентинци от испански и италиански произход, макар че има общности със значителен брой от арабски, еврейски, арменски, китайски и корейски произход.

## История

### Първи заселници
Морякът Хуан Диас де Солис, пътувайки под испански флаг, е първият европеец, който достига Рио де ла Плата през 1516 година и обявява земите за испанско владение. Неговата експедиция приключва, когато е убит по време на атака от страна на местното племе чаруа, което днес живее в Уругвай.
Градът Буенос Айрес е основан първо под името Сиудад де нуестра сеньора Санта Мария дел Буен Айре (буквално „Град на Дева Мария Света Богородица на попътния вятър“), на 2 февруари 1536 г. от испанска експедиция, водена от Педро де Мендоса. Селището е основано от Мендоса на място, което днес е квартал Сан Телмо на Буенос Айрес, на юг от центъра на града. По-късно същата година територията е включена в състава на вицекралство Перу.
Продължаващите атаки от страна на местното население принуждават заселниците да напуснат и през 1541 г. изоставят града. Второто селище (този път постоянно) е основано през 1580 г. от Хуан де Гарай, който пристига по вода по река Парана от Асунсион (днес столица на Парагвай). Селището е наречено Света Троица и пристанището се превръща в Пуерто де Санта Мария де лос Буенос Айрес.

### Колониален период
От момента на основаването му, както и след възстановяването му, градът влиза в състава на Вицекралство Перу, което е част от Испанската империя. Буенос Айрес остава настрани от търговските пътища, които минават през Лима и в града не достигат стоки за живот по европейски образец През 1610 г. населението на града достига 500 души. Много от тях се занимават с превоз на контрабанда от Бразилия. През 1680 г., на левия бряг на залива Ла Плата португалците построяват крепостта Колония дел Сакраменто. През нея португалците нелегално извозват товари към Буенос Айрес. За защита от контрабандистите, испанците основават град Монтевидео. Към средата на 18 век Буенос Айрес става център на кожарската промишленост.
През 1776 г. градът става столица на новосъздаденото вицекралство Рио де ла Плата. Основните причини за това решение са необходимостта да се определят границите на областта и желанието да се сложи край на контрабандата През 1785 г. испанските власти разрешават на вицекралството да води самостоятелна търговия. Оттогава започва период на разцвет на Буенос Айрес, тъй като той извлича ползи от испанската корона, водейки открита търговия. Градът може да получава товари от различни страни, може да изпраща кораби в други пристанища, без да иска разрешение от краля на Испания. Изчезва търговската и политическа зависимост от Лима. В резултат на разцвета на града се увеличава имиграцията, най-вече за сметка на испанци, в по-малка степен – на французи и италианци. Основното население на Буенос Айрес по това време е съставено от търговци и фермери.
От момента на основаването си до 1807 г. Буенос Айрес преживява няколко нашествия. През 1582 г. английски капери слизат на остров Мартин Гарсия, но са отблъснати. През 1587 г. англичанинът Томас Кавендиш се опитва да завладее града, но безуспешно. През 1658 г. французите, по заповед на краля на Франция Луи XIV, три пъти атакуват града, но дон Педро де Баигори Руис, който тогава е губернатор на Буенос Айрес, успешно защитава пристанището. Четвърти опит е предприет от авантюристите на де Пинтис, който също претърпява поражение. През 1699 г. има следващо нашествие, когато е разгромена флотилия на датски пирати. В губернаторство Бруно Маурисио де Забала французите начело с Етиен Моро слизат на източното крайбрежие на Рио де ла Плата, където са разбити от испанските войски.
В началото на 19 век населението на града е около 40 000 жители и той вече е важно пристанище на Атлантическия океан в състава на вицекралство Рио де ла Плата. По онова време Буенос Айрес е апетитно парче за Британската империя, която е заинтересована да включи региона в сферата на интересите си, още повече че Испания е в съюз с Франция, основния враг на империята. Първата атака над вицекралството е нападението от 27 юни 1806 г. на отряда на генерал-майор Уилям Кар Бересфорд, който превзема Буенос Айрес. Той се обявява за губернатор, но на 12 август 1806 г. е принуден да капитулира и след шестмесечен плен успява да избяга в Англия.
През 1807 г. втора английска експедиция под ръководството на Джон Уитлок превзема крепостта Монтевидео и я заема в течение на няколко месеца. На 5 юли 1807 г. Уитлок се опитва да превземе и Буенос Айрес, но жителите на града и отряда на Сантяго Линиерс успяват да разбият англичаните. Съпротивата на жителите на града (значителна част от които са креоли) и активното им участие в отбраната спомага за отстояването на независимостта на Буенос Айрес. В резултат на окупацията на Испания от войските на Наполеон, в Южна Америка възникват движения за независимост, които довеждат през 1810 г. до Майската революция и създаването на първото национално правителство.

### До края на 19 век
Първата хунта, която идва на власт след смяната на Балтасар Киснерес, води политика, сходна с неговото управление. Последователно се сменят Хунта Гранде, Първия и Втория триумвират и директорията. Първата хунта назначава губернатори и кметове, поддържа армия и събира мита. Това принуждава ръководителите на останалите вицекралства да кажат, че революцията само е заменила властта на испанския наместник в Буенос Айрес, без да дава преимущества на населението на града.
През 1815 г. населението на провинцията критикува дейността на централното правителство на Върховния управител на Обединени провинции Ла Плата, Карлос Мария де Алвеар. Той е свален от власт на 20 април 1815 г., четири месеца след утвърждаването си. На 9 юни 1816 г. градът става столица на Обединени провинции на Южна Америка. На следващата година, в хода на гражданската война, войските на федералистите разгромяват армията на провинция Буенос Айрес, която е оглавявана от губернатора Мануел де Саратеа, в битката при Сепеда. Поражението на провинция Буенос Айрес завършва с подписването на договор в град Пилар. След период на нестабилност, губернатор на града става Мартин Родригес, а неговият министър, Бернардино Ривадавия, през 1826 г. е избран за първия президент на Аржентинската конфедерация. По време на президентството на Ривадавия градът става център на науките и културата. Започва период на ред и реформи: създаден е Генералният архив на Буенос Айрес и е открита стокова борса. Открит е Университет на Буенос Айрес и е създадено Общество за физика и математика.
Ривадавия представя на Конгреса план за реконструкция на Буенос Айрес, а градът е провъзгласен за столица на държавата. Според новия закон, пристанището става основен източник на доходи за провинцията. През 1825 г. започва война, в резултат на която Аржентина се надява да получи контрол над бразилската провинция Сисплатина (съвременен Уругвай), която по-рано е принадлежала на испанското вицекралство Рио де Ла Плата, за чиито правоприемник се счита самата Аржентина. След поражението от Бразилия и обявяването на независимостта на Уругвай, Ривадавия подава оставка на 29 юни 1827 г. в резултат на избухналото въоръжено въстание. През 1829 г. за президент на страната е избран Хуан Мануел де Росас. От 1831 до 1852 г. градът е столица на Аржентинската конфедерация. Според преброяването от 1836 г., в града живеят 62 000 жители. Росас усъвършенства системата на митата, значително увеличавайки доходите на Буенос Айрес. През 1852 г., градът се отделя от конфедерацията и обявява независимост. През 1857 г., в Буенос Айрес за президент за пет години е избран Облигадо. В течение на следващите две, всички опити да се върне провинция Буенос Айрес в състава на федерацията претърпяват неуспех. През 1859 г. войските на провинцията все пак са разбити от Хусто Уркисой край Венада. На 10 ноември 1859 г. е подписан мирен договор в Сан Хосе де Флорес, по силата на който Буенос Айрес е присъединен към конфедерацията, а на 6 юни 1860 г. окончателно влиза в състава на Аржентина.
Буенос Айрес е открит за имиграция. Хилядите европейци, главно от Италия и Испания, изменят външния облик на града и забележителностите му. В града започва активно строителство, новите домове и дворци са построени и оформени в италиански, вместо господстващия дотогава колониален стил. Появява се първата железница в Аржентина, която свързва града с предградието Флорес (по това време намиращ се извън пределите на Буенос Айрес). През 1871 г. значителна част от населението на града загива в епидемия от жълта треска. През 1875 г. е основан парка „Фебреро“.
По време на продължителния процес, довел до създаването на аржентинската държава, Буенос Айрес е избран за мястото, където да се разположи националното правителство на Аржентина, макар то да няма пълномощия за административна власт над града, който влиза в състава на провинция Буенос Айрес. В резултат на стълкновенията между федералните войски и войските на провинцията, които са ръководени от губернатора Карлос Техедор, произтекли през 1880 г. и завършили с поражение за провинцията, на града е предоставен статут на федерална столица. През същата година град Буенос Айрес е отделен в административно отношение от провинцията Буенос Айрес и обособен в специален федерален окръг. Впоследствие към окръга са присъединени предградията Флорес и Белграно. През 1882 г. Конгресът въвежда поста на кмет и градски съвет на Буенос Айрес. Кметът не се избира с всенародно гласуване, а е назначаван от администрацията на президента, в съответствие с решенията на Сената. Кандидатурата за първия кмет през 1883 г. е утвърдена от президента Хулио Рока.

## Климат
Климатът е влажен субтропичен, с четири сезона. Поради морското влияние от съседния Атлантически океан, климатът е умерен, а екстремните температури са редки. Тъй като градът е разположен в област, където преминава вятъра памперо, времето е променливо.
Летата са горещи и влажни. Най-горещият месец е януари, когато средната температура достига 24,9 °C. Топлинните вълни са чест феномен през лятото. Повечето от тях обаче не продължават дълго и след тях следват студените и сухи ветрове памперо, които донасят интензивни гръмотевични бури.
Зимите са хладни, с умерени температури през деня и хладни през нощта. През есента и зимата мъглите са чести. Юли е най-хладният месец, със средна температура от 11 °C. Студени маси навлизат от Антарктида почти всяка година и могат да се застоят няколко дни. Въпреки това, снегът е голяма рядкост в града – последният снеговалеж пада на 9 юли 2007 г., когато в хода на най-студената зима в Аржентина от 30 години, снежни бури и виелици удрят страната. Това е първият по-сериозен снеговалеж в страната от 89 години.
Средното количество годишни валежи е 1236,3 mm. Поради геоморфологията му и неадекватната отводнителна система, градът е силно уязвим към наводняване по време на силен дъжд.
| Климатични данни за Буенос Айрес          | Климатични данни за Буенос Айрес | Климатични данни за Буенос Айрес | Климатични данни за Буенос Айрес | Климатични данни за Буенос Айрес | Климатични данни за Буенос Айрес | Климатични данни за Буенос Айрес | Климатични данни за Буенос Айрес | Климатични данни за Буенос Айрес | Климатични данни за Буенос Айрес | Климатични данни за Буенос Айрес | Климатични данни за Буенос Айрес | Климатични данни за Буенос Айрес | Климатични данни за Буенос Айрес |
| Месеци                                    | яну.                             | фев.                             | март                             | апр.                             | май                              | юни                              | юли                              | авг.                             | сеп.                             | окт.                             | ное.                             | дек.                             | Годишно                          |
| Абсолютни максимални температури (°C)     | 43,3                             | 38,7                             | 37,9                             | 36,0                             | 31,6                             | 28,5                             | 30,2                             | 34,4                             | 35,3                             | 35,6                             | 36,8                             | 40,5                             | 43,3                             |
| Средни максимални температури (°C)        | 30,1                             | 28,7                             | 26,8                             | 22,9                             | 19,3                             | 16,0                             | 15,3                             | 17,7                             | 19,3                             | 22,7                             | 25,6                             | 28,5                             | 22,7                             |
| Средни температури (°C)                   | 24,9                             | 23,6                             | 21,9                             | 17,9                             | 14,6                             | 11,6                             | 11,0                             | 12,8                             | 14,6                             | 17,9                             | 20,6                             | 23,3                             | 17,9                             |
| Средни минимални температури (°C)         | 20,1                             | 19,2                             | 17,7                             | 13,8                             | 10,7                             | 8,1                              | 7,4                              | 8,8                              | 10,3                             | 13,3                             | 15,9                             | 18,4                             | 13,6                             |
| Абсолютни минимални температури (°C)      | 5,9                              | 4,2                              | 2,8                              | −2,3                             | −4                               | −5,3                             | −5,4                             | −4                               | −2,4                             | −2                               | 1,6                              | 3,7                              | −5,4                             |
| Средни месечни валежи (mm)                | 138,8                            | 127,1                            | 140,1                            | 119,0                            | 92,3                             | 58,8                             | 60,6                             | 64,2                             | 72,0                             | 127,2                            | 117,3                            | 118,9                            | 1236,3                           |
| Средно количество слънчеви часове         | 279.0                            | 240.8                            | 229.0                            | 220.0                            | 173.6                            | 132.0                            | 142.6                            | 173.6                            | 189.0                            | 227.0                            | 252.0                            | 266.6                            | 2525.2                           |
| ----------------------------------------- | -------------------------------- | -------------------------------- | -------------------------------- | -------------------------------- | -------------------------------- | -------------------------------- | -------------------------------- | -------------------------------- | -------------------------------- | -------------------------------- | -------------------------------- | -------------------------------- | -------------------------------- |
| Източник: Servicio Meteorológico Nacional |                                  |                                  |                                  |                                  |                                  |                                  |                                  |                                  |                                  |                                  |                                  |                                  |                                  |

## Население
По данни от преброяването през 2010 г. в града живеят 2 891 082 души. Населението на метрополната площ на Буенос Айрес възлиза на 13 147 638 души. Гъстотата на населението в централните части е около 13 680 души на квадратен километър, докато в предградията тя е 2400 души на квадратен километър.
Населението на Буенос Айрес се колебае около 3 милиона души от 1947 г. насам, поради ниската раждаемост и постепенната миграция към предградията. Околните райони обаче са се разширили повече от петкратно.
Преброяването през 2001 г. показва относително застаряващо население: 17% са под 15-годишна възраст, а 22% са над 60-годишна възраст. Възрастовата структура на града е подобна на тази в много европейски градове.
По отношение на доходите, 8,4% от гражданите живеят под прага на бедността (към 2007 г.).
Трудовата ръка на града възлиза на 1,2 милиона души (към 2001 г.) и служи главно в сектора на обществените услуги (25%), търговията и туризма (20%), бизнеса и финансите (17%). Въпреки статут на столица на Буенос Айрес, само 6% от хората са заети в публичната администрация. Производството има дял от 10% заетост.
Най-много чужденци идват от:
| Парагвай | 79 295 |
| Боливия  | 75 948 |
| Перу     | 59 389 |
| Уругвай  | 29 754 |
| Испания  | 24 578 |
| Италия   | 21 216 |
| Чили     | 8831   |
| Бразилия | 7181   |

Значителни европейски малцинства са представени от: германци, ирландци, норвежци, поляци, французи, португалци, шведи, гърци, чехи, албанци, хървати, българи, унгарци, сърби, руснаци, холандци и англичани. Еврейската общност в Буенос Айрес наброява около 250 000 души – най-голямата в Южна Америка. Градът е на осмо място в света по брой еврейско население. Повечето азиатци в града са от Китай.

### Религия
Християнството е най-разпространената религия в Буенос Айрес (79,6%), като повече жители са римокатолици (70%), макар повечето хора да не практикуват религията си. Все пак, в града се намира най-голямата джамия в Южна Америка. Безверието в Буенос Айрес е по-разпространено, отколкото в останалите части на страната.

## Забележителности
В парка Баранкас де Белграно е издигнат паметник на Васил Левски.

## Транспорт
Метрополитен на Буенос Айрес е метросистемата, обслужваща града.

## Икономика
През 2006 г. брутният вътрешен продукт (БВП) на Буенос Айрес възлиза на около 153 млрд. долара.
Секторът на услугите е водещ в икономиката на града със 78% (в сравнение с 56% за страната). На второ място с 14% е промишлеността, като основния дял тук се пада на хранително-вкусовата, текстилната и фармацевтичната индустрии. На запад от Буенос Айрес се намира Пампа Умеда, една от най-плодородните области в Аржентина, където се отглежда пшеница, соя и царевица (за разлика от сухата пампа в южната част на страната, където основен отрасъл е животновъдството).

## Спорт
Футболът е всепризнатия спорт номер едно в града. Буенос Айрес е световният мегаполис с една от най-големите концентрации на професионални футболни отбори – цели 24. Двубоят между вечните съперници Ривър Плейт и Бока Хуниорс е едно от „50-те спортни събития, които трябва да видите преди да умрете“ според авторитетния британски вестник Обзървър. Други големи отбори са Сан Лоренцо, Архентинос Хуниорс, Велес Сарсфийлд.
Тенисът също се радва на засилен интерес, след успехите на много аржентински тенисисти в последните години. В града се провежда ежегодно Копа Телмекс – голям турнир от сериите на АТП.
Пистата за автомобилни състезания Оскар Галвес е била домакин на 20 състезания от Формула 1 в периода между 1953 – 1998. През 2009 и 2010 г. прочутото Рали Дакар стартира и финишира в Буенос Айрес.

## Административно деление
Кварталите и административните райони (барио) на Буенос Айрес:
| - Палермо - Реколета - Ретиро - Реколета - Сан Николас - Монтсерат - Сан Телмо - Ла Бока - Баракас - Нуева Помпея - Парке Патрисиос - Конститусион - Балванера - Алмагро - Сан Кристобал - Боедо - Виля Солдати | - Виля Лугано - Виля Риачуело - Парке Авелянеда - Парке Чакабуко - Кабаито - Виля Митре - Виля Креспо - Чакарита - Колехиалес - Белграно - Нуньес - Коглан - Сааведра - Виля Ортусар - Парке Час | - Ла Патернал - Агрономия - Виля дел Парке - Виля Санта Рита - Флорес - Флореста - Велес Сарсфийлд - Виля Луро - Матадерос - Линиерс - Версайес - Монте Кастро - Виля Реал - Виля Девото - Виля Пуейредон - Виля Уркиса - Пуерто Мадеро |

## Известни личности
Родени в Буенос Айрес
- Даниел Баренбойм (р. 1942), диригент и пианист
- Серхио Батиста (р. 1962), футболист
- Хорхе Луис Борхес (1899 – 1986), писател
- Майкъл Браун (р. 1976), актьор
- Адолфо Перес Ескивел (р. 1931), общественик
- Хуан Карлос Копес (р. 1931), хореограф
- Карлос Сааведра Ламас (1878 – 1959), политик
- Диего Латоре (р. 1969), футболист
- Максима Нидерландска (р. 1971), принцеса на Нидерландия
- Диего Марадона (р. 1960), футболист
- Фернандо Редондо (p. 1969), футболист
- Габриела Сабатини (р. 1970), тенисистка
- Хуан Пабло Сорин (p. 1976), футболист
- Алфредо Ди Стефано (p. 1926), футболист
- Франциск (Хорхе Марио Берголио) (p. 1936), Първият папа от Новия свят
- Гилермо Вилас (p. 1952), тенисист

Починали в Буенос Айрес
- Рамон Гомес де ла Серна (1888 – 1963), писател
- Михаил Йовов (1886 – 1951), български офицер и политик
- Карлос Сааведра Ламас (1878 – 1959), политик
- Ева Перон (1919 – 1952), актриса и политик
- Астор Пиацола (1921 – 1992), музикант
- Милан Стоядинович (1888 – 1961), сръбски политик
- Александър Цанков (1879 – 1959), български политик
- Бернардо Усай (1887 – 1971), аржентински физиолог и носител на Нобелова награда за физиология или медицина

Други личности, свързани с града
- Карлос Гардел (1890 – 1935), музикант, живее в града през по-голямата част от живота си
- Витолд Гомбрович (1904 – 1969), полски писател, живее в града през 1939 – 1963
- Хулио Кортасар (1914 – 1984), писател, живее в града през 20-те години
- Мануел Пуиг (1932 – 1990), писател, живее в града от 1945
- Алфонсина Сторни (1892 – 1938), поетеса, живее в града от 1911
- Че Гевара (1928 – 1967), революционер, завършва медицина през 1953

## Побратимени градове
Буенос Айрес е побратимен град с:
- Айдън, Турция
- Асунсион, Парагвай
- Атина, Гърция (1992)
- Барселона, Испания
- Бейрут, Ливан
- Белград, Сърбия (1990)
- Берлин, Германия (1994)[47]
- Билбао, Испания (1992)
- Богота, Колумбия (1986)
- Бразилия, Бразилия (1986; 1997)
- Варшава, Полша (1992)
- Виго, Испания (1992)
- Генуа, Италия (1991)
- Гуадикс, Испания (1987)
- Дамаск, Сирия (1989)
- Ереван, Армения
- Загреб, Хърватия (1972)
- Истанбул, Турция
- Йерусалим, Израел
- Кадис, Испания (1975)
- Кайро, Египет (1992)
- Калгари, Канада
- Кейп Таун, РЮА
- Киев, Украйна (1993)
- Кито, Еквадор
- Куско, Перу (1986)
- Лима, Перу (1983)
- Лисабон, Португалия
- Лондон, Великобритания
- Лука, Италия
- Мадрид, Испания (1975)
- Маями, САЩ (1978)
- Меделин, Колумбия
- Мексико, Мексико
- Милано, Италия
- Монтевидео, Уругвай (1975)
- Москва, Русия (1990)
- Неапол, Италия (1990)
- Овиедо, Испания (1982)
- Осака, Япония (1990)
- Отава, Канада
- Париж, Франция
- Пекин, Китай (1991; 1993)
- Порто Алегре, Бразилия
- Прага, Чехия (1992)
- Рио де Жанейро, Бразилия (1996)
- Рим, Италия
- Ротердам, Нидерландия (1990)
- Саламанка, Испания (2006)
- Санта Круз де ла Палма, Испания
- Санто Доминго, Доминиканска република
- Сантяго де Компостела, Испания
- Сантяго де Чиле, Чили (1992)
- Сао Пауло, Бразилия (1999)
- Севиля, Испания (1976)
- Сеул, Южна Корея (1992)
- Тел Авив, Израел
- Тулуза, Франция(1990)

## Други
На Буенос Айрес е наречена улица в София (Карта).